# 金武貴之
金武 貴之（かねたけ たかゆき、1981年7月9日 - ）は、日本の元ラグビー選手。

## プロフィール
- 三重県鈴鹿市出身。
- ポジションはプロップ(PR)。
- 身長 180cm、体重 115kg
- ニックネームはカネさん、カネちゃん。
- 関西代表に選ばれたことがある[1]。

## 略歴
ラグビーを始めたきっかけは高校の監督に誘われたことから。
2000年、四日市農芸高校卒業後、摂南大学に入る。なお四日市農芸高校時代、第23回高校東西対抗に出場したことがある。
2004年、摂南大学卒業後、神戸製鋼コベルコスティーラーズに加入。
2007年10月28日に行われたジャパンラグビートップリーグ第1節のNECグリーンロケッツ戦に途中出場で公式戦初出場を果たす。 
2010年、現役を引退した。